# Fururu Project : Ruby
《Fururu Project : Ruby》是喵菓子工作室於2019年2月19日發售的互動式冒險遊戲。同年2月25日宣佈更新後支援Windows、macOS和Linux。

## 故事簡介
某日，神秘的生物呼嚕嚕不小心進入了故事書裡，並與森林之家的居民小紅和小赤相遇，無家可歸的呼嚕嚕在小紅和小赤的邀請下，終於有了能夠放心居住的家。然而，在看似平凡的日常之中，似乎隱藏著許多既神秘又讓人摸不透的事情？在書中，呼嚕嚕將在森林與村莊之間尋找回家的方法以及他最喜歡的餅乾，和書中的人們一起生活在神秘又精彩的未來。

## 登場角色

### 主要角色
呼嚕嚕
神秘又毛茸茸的生物，由玩家控制得以進行遊戲。
某日意外進入了故事書裡，但因為對自己的身分一無所知，所以在小紅、小赤的幫助下，暫時居住在森林之家。最喜歡的東西似乎是餅乾。
紅
住在森林之家的少女，赤的妹妹。
面對天真的呼嚕嚕時，表情的變化特別多，但只要一離開森林之家，就會將自己的面容隱藏在斗篷裡，似乎非常怕生。
赤
住在森林之家的少女，紅的姐姐。
最喜歡做的事就是捉弄自己的妹妹，不過似乎很懂得拿捏分寸，不會讓妹妹生氣。時常把奶奶的教誨掛在嘴邊，不過行為似乎與說出來的有點不一樣。

### 其他角色
杏
鎮長的孫女，琥珀的青梅竹馬。
在交際上一直保持著完美無缺的姿態，面對琥珀時卻變成另一個人似的，不過無論哪邊，都是其本來的面貌。
琥珀
住在城鎮的少年，杏的青梅竹馬。
似乎沒有什麼特點，做事總是不經過大腦，平時總被杏壓在腳下。
獵人
造訪城鎮的旅行者。
據說是為了追查狼人的下落才來到了城鎮。平時總表現出一副吊兒郎當的樣子，有時候卻會露出令人匪夷所思的面貌。

## 遊戲評價
截至2019年3月30日，Steam上所有的評論有93%給予好評。

## 外部連結
- . 喵菓子工作室.   [2019-04-11]. （原始内容存档于2019-03-29） （中文（臺灣））.
- . Steam.   [2019-04-11]. （原始内容存档于2019-03-29） （中文（臺灣））.